# 建義 (北魏)
建义（528年四月—九月）是北魏的君主孝莊帝元子攸的第一个年号，由爾朱榮掌握朝政。共计6個月。

## 纪年
| 建义 | 元年  |
| ---- | ----- |
| 公元 | 528年 |
| 干支 | 戊申  |

## 參看
- 中国年号索引
  - 其他使用建义年號的政權
- 同期存在的其他政权年号
  - 大通（527年三月—529年九月）：南朝梁梁武帝萧衍的年号
  - 神嘉（525年十二月—535年三月）：北魏時期領導劉蠡升年号
  - 廣安（526年九月—528年九月）：北魏時期領導葛荣年号
  - 天統（528年六月—529年四月）：北魏時期領導邢杲年号
  - 神獸（528年七月—530年四月）：北魏時期領導万俟丑奴年号
  - 皇武：北魏時期領導劉擧年号
  - 甘露：高昌政权麴光年号